# كاري سيمونسن
كاري سيمونسن (بالنرويجية: Kari Simonsen)‏ (و. 1937 – م) هي ممثلة من النرويج . ولدت في أوسلو .

## جوائز
حصلت على جوائز منها:
- جائزة لجنة أماندا الشرفية ‏ (2001).

## روابط خارجية
- كاري سيمونسن على موقع IMDb (الإنجليزية)
- كاري سيمونسن على موقع قاعدة بيانات الفيلم (الإنجليزية)